# Vaibhav Reddy
Vaibhav, cuyo nombre real es Sumanth Reddy, nació el 21 de abril de 1978. Es un actor indio que trabaja principalmente en la industria cinematográfica tamil y ha participado en algunas películas en telugu. Hizo su debut en la película telugu "Godava" (2007), dirigida por su padre, A. Kodandarami Reddy. Sin embargo, es más reconocido por sus actuaciones en las películas de Venkat Prabhu como "Saroja" (2008), "Goa" (2010) y "Mankatha" (2011), así como en "Chennai 600028" (2016). También ha aparecido en películas como "Kappal" (2014), "Aambala" (2015), "Aranmanai 2" (2016) y "Meyaadha Maan" (2017).

## Primeros años de vida
Vaibhav Reddy nació en Chennai, hijo del cineasta telugu A. Kodandarami Reddy. Realizó sus estudios en la Escuela Secundaria Superior de Matriculación de Cambridge, Lloyds Road, Chennai, Tamil Nadu, y en la Escuela Secundaria Superior Anglo India de St. Bede en Chennai. Su hermano mayor, Sunil Reddy, también incursionó en la actuación, debutando con la película "Seethakaathi" (2018).

## Carrera
Vaibhav hizo su debut como actor en 2007, protagonizando la película en telugu "Godava" bajo la dirección de su padre, la cual no tuvo un buen desempeño en taquilla. Antes de su debut, recibió formación en la Escuela de Actuación Asha Chandra en Mumbai y también con Sathyanand de Vizag. Luego, protagonizó la película de suspenso y comedia tamil "Saroja". Dirigida por Venkat Prabhu, la película fue un éxito comercial y de crítica, lo que llevó a la fama a Vaibhav. Trabajó nuevamente con el mismo equipo en otra película de comedia, "Goa", que se estrenó a principios de 2010.
Después, apareció en "Easan", dirigida por M. Sasikumar. Trabajó por tercera vez con Venkat Prabhu en "Mankatha", protagonizada por Ajith Kumar y Arjun Sarja. La película recibió críticas positivas en general y se convirtió en un gran éxito de taquilla, marcando el segundo estreno más taquillero para una película tamil. En 2014, tuvo su primer papel principal en solitario en "Damaal Dumeel", donde interpretó a un profesional típico de la industria del software. También actuó en "Anamika", una nueva versión de la película de Bollywood "Kahaani", y en "Kappal", donde interpreta a un chico de pueblo que se muda a la ciudad. Desempeñó el papel de actor de teatro en "Meyaadha Maan". Su siguiente papel principal, "Sixer", dirigido por el debutante Chachi, y luego "RK Nagar", se estrenaron el 17 de diciembre de 2019 en Netflix. En 2020, participó en "Taana" y "Lock Up". En 2021, protagonizó la serie web "Live Telecast" con Kajal Aggarwal, seguida de "Malaysia To Amnesia" con Vani Bhojan.

## Series web
| Año  | Título                   | Role                  | Red                | Notas                                                         | Ref.   |
| ---- | ------------------------ | --------------------- | ------------------ | ------------------------------------------------------------- | ------ |
| 2021 | Live Telecast            | Shekhar               | Disney+ Hotstar    | Debut web                                                     |        |
| 2023 | Accidental Farmer and Co | Chellakannu           | SonyLIV            |                                                               | [ 20 ] |
| 2023 | Modern Love Chennai      | El marido de Mallika. | Video Amazon Prime | En el segmento "Kaadal Enbandu Kannula Heart Irrukkura Emoji" |        |